# Telipogon frymirei
Telipogon frymirei är en orkidéart som beskrevs av Dodson. Telipogon frymirei ingår i släktet Telipogon och familjen orkidéer.
Artens utbredningsområde är Ecuador. Inga underarter finns listade i Catalogue of Life.